# جنوبگان ایران
جنوبگان ایران منطقه‌ای ادعا شده توسط ایران در قارهٔ جنوبگان است که بین۱۵۸ درجه غربی تا '۲۴°۱۰۳ درجه غربی و ۵۹٫۵ درجه شرقی تا ۶۳٫۱۴ درجه شرقی قرار گرفته‌است.  منطقه شرقی ایران که  با استرالیا مورد مناقشه است و تحت کنترل قلمرو جنوبگان استرالیا قرار گرفته است.

## وضعیت جغرافیایی جنوبگان
زمین یک کره گرد است و گویا در قطب‌ها کمی «تخت» شده‌است. مسافت فیزیکی هر درجه عرض جغرافیایی در همه جا یکی نیست. در استوا این مسافت ۱۱۱٫۳۱۹۵ کیلومتر و در نزدیک قطب‌ها ۱۱۱٫۱۲ کیلومتر است (میانگین ۱۱۱٫۲ کیلومتر).
قاره جنوبگان با وسعت ۱۴ میلیون و ۶۰۰ هزار کیلومتر مربع، بیش از هشت و نیم برابر مساحت ایران و پنجمین قاره از لحاظ وسعت و بزرگی است به طوری که ۱۰ درصد خشکی‌های جهان را به خود اختصاص داده‌است و اکنون حدود ۳۰ کشور از جمله آمریکا، روسیه، شیلی، فرانسه، آرژانتین، هند، پاکستان و برزیل در جنوبگان ایستگاه تحقیقاتی دارند که روسیه با ۱۰ ایستگاه بیشترین ایستگاه را داراست و ایستگاه آمریکا نیز از حد یک ایستگاه فراتر رفته و در واقع یک مجتمع تحقیقاتی است.
جنوبگان منطقه‌ای وسیع و سرشار از منابع غنی است بر همین اساس بین کشورهای مختلف رقابت تنگاتنگی برای حضور در این منطقه وجود دارد. دانشمندان معتقدند منابع گسترده و غنی مختلفی از قبیل نقره، مس، طلا، نیکل، پلاتین، سنگ آهن، کروم، کبالت، مولیبدن، روی، سرب منگنز، تیتانیوم، نیکل و اورانیوم در آن وفور یافت می‌شود از این رو همواره مورد توجه کشورهای دیگر بوده تا با احداث پایگاهی در آن بتوانند در آینده از منابع موجود در آن بهره ببرند از این رو رقابت تنگاتنگی میان کشورها وجود دارد.

## آغاز ادعای ایران
در اسفند ۱۳۹۱ محمدحسین باقری، رئیس ستاد کل نیروهای مسلح جمهوری اسلامی ایران گفت که ایران به دلیل امکان دسترسی از طریق دریای مکران به قطب جنوب و حائل نبودن هیچ سرزمینی در این میان می‌تواند «بر طبق قوانین بین‌المللی در بخشی از قطب جنوب ادعای حاکمیت کند.» منطقه مورد نظر حدفاصل مختصات ۵۹٫۵۰ تا ۶۳٫۱۴ شرقی از سواحل ایران (۳٫۶۴ درجه عرض جغرافیایی) یک قطاع به طول تقریبی ۳۰۰۰ کیلومتر و عرض ۴۰۵ کیلومتر و مساحت تقریبی ۲۰۰ تا ۲۵۰ هزار کیلومتر مربع است. گفتنی است جنوبگان ایران با قلمرو جنوبگان استرالیا هم‌پوشانی دارد. شرقی‌ترین نقطه ایران کوهک در استان سیستان و بلوچستان با مختصات جغرافیایی ۶۳٫۱۴ شرقی است. شرقی‌ترین نقطه عمان واقع در منطقه استان شرقیه جنوبی با مختصات ۵۹٫۵۰ شرقی قرار دارد.
بنابراین با توجه به اینکه حدفاصل مختصات ۵۹٫۵۰ تا ۶۳٫۱۴ شرقی از سواحل ایران (۳٫۶۴ درجه عرض جغرافیایی از شرق سواحل ایران در دریای عمان که حدود ۴۰۵ کیلومتر از ۷۰۰ کیلومتر سواحل ایران در این دریا است و حدود ۲۰۰ تا ۲۵۰ هزار کیلومتر مربع وسعت دارد) در تمام طول‌های جغرافیایی پایین‌تر از ایران تا قطب جنوب هیچ کشور و جزیره دیگری وجود ندارد، در صورتی که ایران بخواهد، می‌تواند برای این مناطق اقدام کند. نزدیک‌ترین جزایر به این دامنه عرض جغرافیایی، جزایر کرگولن، جزایر سیشل، جزایر موریس و جزایر چاگوس هستند که در عرض جغرافیایی مورد ادعایی ایران قرار ندارند. در حال حاضر این منطقه در کنترل استرالیا قرار دارد و به نام قلمرو جنوبگان استرالیا شناخته می‌شود. البته موارد اختلافات ارضی و مناطق مورد ادعا در قطب جنوب بسیار زیاد است و مالکیت قطعی هیچ کشوری به‌طور رسمی مورد قبول قرار نگرفته‌است. ۴۴٫۳۸ تا ۱۳۶٫۱۱ شرقی (با عرض ۵۹٫۵۰ تا ۶۳٫۱۴ شرقی مورد ادعای ایران همپوشانی دارد) و ۱۴۲٫۲ تا ۱۶۰ شرقی مناطق مورد ادعای استرالیا هستند.

## تثبیت ادعای ایران و آغاز همکاری‌های علمی
با عضویت جمهوری اسلامی ایران در کمیته علمی تحقیقات جنوبگان در سال ۱۳۹۳ که در جریان سی و سومین نشست کمیته در اوکلند نیوزیلند تصویب شد، زمینه مشارکت ایران در تحقیقات جنوبگان و پیگیری طرح احداث پایگاه دائمی تحقیقاتی در قطب جنوب فراهم شد. به گزارش روابط عمومی وزارت علوم، وحید چگینی رئیس پژوهشگاه ملی اقیانوس‌شناسی و علوم جوی که به نمایندگی از ایران در این نشست شرکت کرده بود، در این زمینه اظهار داشت: درخواست جمهوری اسلامی ایران برای عضویت در کمیته علمی تحقیقات جنوبگان (SCAR) در سی و سومین نشست این کمیته که در شهر اوکلند کشور نیوزلند برگزار شد، پس از بررسی به تصویب رسید. از جمله فعالیت‌های دیگری که در این راستا از از طرف پژوهشگاه ملی اقیانوس‌شناسی و علوم جوی به انجام رسیده‌است می‌توان به اعزام نخستین دانشمند ایرانی به جنوبگان با همکاری کشورهای دارای پایگاه در جنوبگان، تهیه طرح ملی تأسیس پایگاه دایمی جمهوری اسلامی ایران در جنوبگان و ارایه به تصمیم‌گیران، ایجاد مرکز ملی تحقیقات جنوبگان در ساختار پژوهشگاه ملی اقیانوس‌شناسی و علوم جوی، رایزنی با تصمیم‌گیران در سطوح مختلف از جمله مسوولان وزارت علوم، تحقیقات و فناوری، نمایندگان مجلس شورای اسلامی، معاونت علمی و فناوری ریاست جمهوری، شورای عالی صنایع دریایی و سازمان‌های ذی‌ربط، چاپ کتاب و مقاله‌های علمی در این زمینه، بررسی حقوقی و آماده کردن طرح نحوه پیوستن جمهوری اسلامی ایران به کنوانسیون جنوبگان (۱۹۵۹ میلادی)، رایزنی‌های بین‌المللی برای اعزام دانشمندان ایرانی به جنوبگان به همراه تیم‌های اکتشافی و انتخاب شریک خارجی برای انجام طرح اشاره کرد.

## برنامه ایران برای ورود به قطب جنوب
جزئیات برنامه ایران برای ورود به قطب جنوب سال ۱۳۹۲ اعلام شد. وجود منابع غنی معدنی، تنوع زیستی با ویژگی‌های منحصر به فرد، منطقه مناسب برای تربیت فضانوردان، بهترین منطقه برای مطالعه توفان‌های خورشیدی و وجود ۷۰ درصد آب شیرین دنیا موجب شده تا مرکز ملی تحقیقات جنوبگان پژوهشگاه ملی اقیانوس‌شناسی درصدد باشد در قالب یک برنامه پنج ساله با تأسیس پایگاه دائمی به مطالعه و ساخت کشتی یخ‌شکن در حوزه‌های فضایی، نجومی و اقیانوس‌شناسی به مطالعه بپردازد.
سابقه حضور ایران به حدود ۲۰ سال پیش برمی‌گردد اما پس از آن دیگر اعزامی صورت نگرفت؛ در سال ۱۳۷۸ یک محقق ایرانی در یک دوره چندماهه به همراه محققان روسی و هندی به جنوبگان اعزام شد، اما پس از آن دیگر اعزامی از ایران صورت نگرفت. ایران اکنون در صدد ایجاد پایگاهی تحقیقاتی در آن‌جاست اما با توجه به شرایط کنونی اقتصادی این امر میسر نیست ولی تلاش برای حضور در پایگاه تحقیقاتی کشورهای دیگر و همکاری با آن‌ها ادامه دارد.
بهروز ابطحی رئیس پژوهشگاه ملی اقیانوس‌شناسی و علوم جوی در این رابطه می‌گوید:
«هدف ایران، ایجاد پایگاهی تحقیقاتی در این منطقه است و دولت نیز به اهمیت این موضوع پی برده اما مسئله اصلی تأمین اعتبار برای ایجاد آن است که در شرایط فعلی اقتصادی کشور به نظر امکان‌پذیر نیست. دو نوع پایگاه وجود دارد؛ یکی دائمی که برای احداث به حدود ۱۰۰ میلیون دلار و دیگری فصلی به ۳۵ تا ۴۰ میلیون دلار اعتبار نیاز دارد که اکنون هیچ‌کدام برای کشور مقدور نیست اما اعزام محقق به جنوبگان با کمک کشورهای دیگر جزو برنامه‌های پژوهشگاه ملی اقیانوس‌شناسی و علوم جوی است که بر اساس آن بتوانند از پایگاه کشورهای دیگر استفاده کنند. البته این کار هم نیازمند سرمایه‌گذاری است. در واقع باید هزینه اعزام و سفر و همچنین هزینه‌ای به‌عنوان پشتیبانی به کشور پذیرنده تأمین و پرداخت شود.» ابطحی همچنین اظهار داشت: «با تمام این‌ها با برخی کشورها از جمله هند برای حضور محقق ایرانی در پایگاه تحقیقاتی آن‌ها مذاکره کردیم و آن‌ها نیز پذیرفتند؛ بنابراین در صورت تأمین اعتبار، برای اعزام آمادگی داریم، البته بارها اعلام کرده‌ایم آمادگی داریم با یک پنجم اعتباری که کشورهای دیگر محقق اعزام می‌کنند، این کار را انجام دهیم اما به شرطی که همان مقدار بودجه هم در اختیار ما قرار گیرد.»
وی در پاسخ به اینکه کشورها منعی برای حضور محققان ایرانی در پایگاه‌های تحقیقاتی خود ندارند، گفت: «فعالیت این پایگاه‌ها علمی و صلح‌آمیز است و تحقیقات در راستای حفظ محیط زیست و گسترش دانش بشری انجام می‌شود بنابراین برای حضور در پایگاه‌های کشورهای دیگر مشکلی وجود ندارد.» ابطحی تأکید کرد: «با توجه به پیشرفت‌های ایران در زمینه علوم دریایی و پی بردن به اهمیت و لزوم حضور در جنوبگان، سعی می‌کنیم رابطه خود را با آن بخش حفظ کنیم از این رو در حال انجام یک سری تحقیقات و مطالعات از راه دور و با کمک تصاویر ماهواره‌ای در جنوبگان هستیم که موضوع اکولوژیک پنگوئن‌ها در قطب یکی از این برنامه‌های تحقیقاتی است که در حال انجام آن هستیم. نتایج برخی مطالعات در مقالات علمی معتبر چاپ شده و فعلاً روی موضوعاتی تمرکز کرده‌ایم که نیاز به آزمایشگاه و اعزام محقق ندارد.» وی یادآور شد: «ایران از سه سال گذشته عضو رسمی کمیته علمی بین‌المللی جنوبگان (SCAR) شده و جزو ۴۲ کشوری است که می‌تواند در مورد تحقیقات در جنوبگان نظر بدهد و در آن مشارکت داشته باشد.»
رحیمی و مقرب (1401)، در مفاله‌ای به الزامات اعزام ناوگروه نیروی دریایی به قطب جنوب پرداختند. همچنین، خالقی و مدنی (1394)، به موضوع پتانسیل اقتصادی و امکان بهره‌برداری اقتصادی ایران از سرزمین جنوبگان پرداختند.

## جمعیت
جمعیت این منطقه برابر با ایستگاه ماوسون است یعنی ۱۲۰ نفر در تابستان و ۱۸ نفر در زمستان است، چرا که این ایستگاه تنها ایستگاه منطقه است.

## مسافران ایرانی قطب جنوب
«عبداله امیدوار» یکی از برادران امیدوار است که نخستین جهانگردان ایرانی محسوب می‌شوند. او در سال ۱۳۴۵ شمسی به قطب جنوب سفر کرده و بر اساس اطلاعات موجود، می‌توان گفت که او اولین مسافر ایرانی قطب جنوب (اولین مسافر آسیایی) است. او برای مدت ۳۲ سال، تنها مسافر ایرانی قطب جنوب بوده‌است. از سال ۱۳۷۷ شمسی تعداد دیگری از ایرانی‌ها نیز به قطب جنوب راه یافته‌اند.

## ایستگاه پژوهشی ماوسون

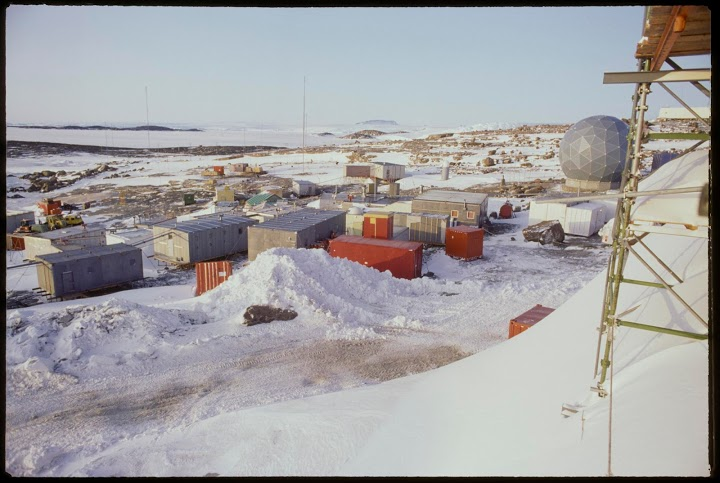
تصویری از ایستگاه پژوهشی ماوسون استرالیا که در منطقه مورد ادعای ایران ساخته شده‌است.

این ایستگاه که توسط کشور استرالیا ساخته شده‌است، در مناطق ادعایی ایران و در مدار ۶۲٫۵۲ شرقی قرار گرفته‌است. فعلاً ایران هیچ واکنشی نسبت به این موضوع نداشته‌است.
فریدون عباسی عضو کمیسیون انرژی مجلس در مورد مسئله حضور ایران در جنوبگان گفت: "اگر بخواهیم در قطب جنوب حضور پیدا بکنیم و پرچم ایران را در آن به اهتزاز در بیاوریم، باید از چه کسی اجازه بگیریم؟ مگر قطب جنوب مال شماست؟" او تأکید کرد هیچ محدودیتی برای حضور ایران در قطب جنوب وجود ندارد.
متولی حضور ایران در قطب جنوب، مرکز تحقیقات جنوبگان ایران است که زیرنظر پژوهشگاه اقیانوس‌شناسی فعالیت دارد. سال ۱۳۹۲ این مرکز جزئیات برنامه ایران برای ورود به قطب جنوب را اعلام کرد. حسین فرجامی رئیس مرکز ملی تحقیقات جنوبگان می‌گوید: «وجود منابع غنی معدنی، تنوع زیستی با ویژگی‌های منحصر به‌فرد و وجود ۷۰ درصد آب شیرین دنیا از عواملی است تا ایران درصدد باشد در قالب یک برنامه پنج ساله با تأسیس پایگاه دایمی به مطالعه و ساخت کشتی یخ‌شکن در حوزه‌های فضایی، نجومی و اقیانوس‌شناسی به مطالعه بپردازد».
او می‌گوید «ایران تاکنون با انفعال خود، اقدام مناسبی برای احقاق این حق نکرده، در حالی که ده‌ها کشور جهان اکنون در قطب جنوب به دلیل منابع سرشار طبیعی آن، حضوری فعال دارد و حتی کشورهای همسایه ایران مانند هند و پاکستان هم پایگاه‌های تحقیقاتی متعددی در قطب جنوب تأسیس کرده‌اند». فرجامی می‌گوید «روسیه اولین کشوری است که در زمینه همکاری با ایران در جنوبگان پیش قدم شده و یک پیمان همکاری سه ساله میان دو کشور به تصویب رسیده که از شش ماه پیش اجرایی شده‌است.»
«نادر انتصار» استاد دانشگاه آلاباما معتقد است ایران از حق سرزمینی خود در قطب جنوب غفلت کرده‌است.
اخیراً فرمانده نیروی دریایی ارتش ایران، امیر ایرانی گفت: «ما از سواحل مکران به قطب جنوب مسلط هستیم و در آن‌جا ملکیت داریم و ان‌شاالله برنامه داریم تا بتوانیم پرچم ایران را بالا ببریم. آن‌جا در کنار کار صرفاً نظامی، کار علمی هم صورت بگیرد و دانشمندان ما هم آماده می‌شوند.»